# Bleekeria
Genre
Bleekeria est un genre de poissons de la famille des Ammodytidae.
Ce genre est dédié à Pieter Bleeker (1819-1878).

## Liste des espèces
Selon FishBase (30 janv. 2016) :
- Bleekeria estuaria Randall & Ida, 2014
- Bleekeria kallolepis Günther, 1862
- Bleekeria mitsukurii, Jordan et Evermann 1902
- Bleekeria murtii Joshi, Zacharia & Kanthan, 2012
- Bleekeria profunda Randall & Ida, 2014
- Bleekeria viridianguilla, Fowler 1931